# Gold Comes in Bricks
Gold Comes in Bricks (Morte em Barras de Ouro) é um romance policial escrito Erle Stanley Gardner sob o pseudônimo de A.A. Fair, protagonizado pelos detetives Donald Lam e Bertha Cool. Foi publicado em Setembro de 1940.
Em Portugal foi publicado pela Editora Livros do Brasil. Nunca foi publicado no Brasil.

## Sinopse
Bertha Cool decide que Donald Lam precisa aprender a se auto-defender, para deixar de ser vítima de torturas e chacotas, por esse motivo Bertha paga aulas de jiu-jitsu para Lam. Um golpe não intencional de Lam em seu professor, surpreende Henry Ashbury, que perplexo com o desempenho do detetive, decide contratar seus serviços, não só como detetive, mas também como instrutor de ginástica. Ashbury suspeita que sua filha Alta Ashbury está sendo vítima de chantagem, por esse motivo, pede que Lam fique no seu encalço.
Lam descobre não só a origem das chantagens, como também golpes e fraudes, envolvendo Robert Tindle(meio irmão de Alta) e sua empresa.

## O livro
A história é narrada em forma de relato por Donald Lam, e além da história em questão, são revelados vários aspectos sobre os personagens até então desconhecidos, desde o fato de Lam ter 1,53m e 60 kg, até mesmo o fato de Bertha Cool receber US$100 diários e pagar a Lam apenas 6 dólares diários.